# Рожищенська міська рада
Рожи́щенська міська́ ра́да — адміністративно-територіальна одиниця та орган місцевого самоврядування в Рожищенському районі Волинської області. Адміністративний центр — місто Рожище.

## Загальні відомості
- Територія ради: 10,07 км²
- Населення ради: 13 327 осіб (станом на 1 січня 2013 року)
- Територією ради протікає річка Стир

## Населені пункти
Міській раді підпорядковані населені пункти:
- м. Рожище

## Склад ради
Рада складається з 26 депутатів та голови.
- Голова ради: Поліщук В'ячеслав Анатолійович
- Секретар ради: Гундир Ірина Олегівна

### Керівний склад попередніх скликань
| Прізвище, ім'я, по батькові    | Основні відомості                                                                                | Дата обрання | Дата звільнення |
| ------------------------------ | ------------------------------------------------------------------------------------------------ | ------------ | --------------- |
| Замлинний Сергій Степанович    | Міський голова, 1960 року народження, безпартійний                                               | 26.03.2006   | 13.04.2009      |
| Алієв Афган Алієвич            | Міський голова, 1961 року народження, освіта вища, член Всеукраїнського об'єднання «Батьківщина» | 02.08.2009   | 31.10.2010      |
| Алієв Афган Алієвич            | Міський голова, 1961 року народження, освіта вища, безпартійний                                  | 31.10.2010   | 17.01.2014      |
| Поліщук В'ячеслав Анатолійович | Міський голова, 1980 року народження, освіта вища, член Всеукраїнського об'єднання «Батьківщина» | 25.05.2014   |                 |

Примітка: таблиця складена за даними сайту Верховної Ради України

### Депутати
За результатами місцевих виборів 2010 року депутатами ради стали:

#### За суб'єктами висування
| Суб'єкт висування                                       | Кількість обраних депутатів | %    |
| ------------------------------------------------------- | --------------------------- | ---- |
| Політична партія Всеукраїнське об'єднання «Батьківщина» | 14                          | 46,7 |
| Політична партія «Сильна Україна»                       | 5                           | 16,7 |
| Партія регіонів                                         | 4                           | 13,3 |
| Політична партія «Наша Україна»                         | 3                           | 10   |
| Політична партія «Фронт Змін»                           | 3                           | 10   |
| Політична партія Всеукраїнське об'єднання «Свобода»     | 1                           | 3,3  |

#### За округами
| № округу                                                | Прізвище, ім'я, по батькові            | Дата визнання обраним | Освіта  | Партійна приналежність                        | Відомості про обраного депутата                                                                       |
| ------------------------------------------------------- | -------------------------------------- | --------------------- | ------- | --------------------------------------------- | --- |
| Партія регіонів                                         |                                        |                       |         |                                               | |
| б/м                                                     | Гладишевська Тетяна Миколаївна         | 05.11.2010            | вища    | член Партії регіонів                          | Рожищенська районна державна адміністрація, головний спеціаліст загального відділу                    |
| б/м                                                     | Романюк Василь Іванович                | 05.11.2010            | вища    | позапартійний                                 | Управління агропромислового розвитку Рожищенської районної державної адміністрації, завідувач сектору |
| 5                                                       | Фальфушинський Олександр Ростиславович | 05.11.2010            | вища    | позапартійний                                 | підприємець                                                                                           |
| 7                                                       | Войтович Володимир Олексійович         | 05.11.2010            | вища    | член Партії регіонів                          | начальник станції                                                                                     |
| Політична партія Всеукраїнське об'єднання «Батьківщина» |                                        |                       |         |                                               | |
| б/м                                                     | Козакевич Григорій Іванович            | 05.11.2010            | вища    | член Всеукраїнського об'єднання «Батьківщина» | Рожищенська районна партійна організація «ВО» Батьківщина", голова                                    |
| б/м                                                     | Ліснічук Тетяна Миколаївна             | 05.11.2010            | вища    | член Всеукраїнського об'єднання «Батьківщина» | Рожищенська загальноосвітня школа № 2 І-ІІІ ст., вчитель                                              |
| б/м                                                     | Федорук Ігор Миколайович               | 05.11.2010            | вища    | член Всеукраїнського об'єднання «Батьківщина» | тимчасово не працює                                                                                   |
| б/м                                                     | Климюк Олег Петрович                   | 05.11.2010            | вища    | член Всеукраїнського об'єднання «Батьківщина» | підприємець                                                                                           |
| б/м                                                     | Хомярчук Олександр Валентинович        | 05.11.2010            | вища    | член Всеукраїнського об'єднання «Батьківщина» | ВАТ «Рожищенський сирзавод», апаратник                                                                |
| б/м                                                     | Шевченко Сергій Юрійович               | 05.11.2010            | вища    | член Всеукраїнського об'єднання «Батьківщина» | філія «Волиньгаз», начальник дільниці                                                                 |
| 1                                                       | Кметюк Орест Михайлович                | 05.11.2010            | вища    | член Всеукраїнського об'єднання «Батьківщина» | ДСТ ЦРЛ, завідувач                                                                                    |
| 2                                                       | Карпук Віктор Аркадійович              | 05.11.2010            | вища    | член Всеукраїнського об'єднання «Батьківщина» | ТзОВ «Хадеа Стіл Компанія», начальник цеху                                                            |
| 3                                                       | Соловей Святослав Миколайович          | 05.11.2010            | вища    | член Всеукраїнського об'єднання «Батьківщина» | ЦРЛ, завідувач педіатричним відділенням                                                               |
| 6                                                       | Шевчук Алла Сергіївна                  | 05.11.2010            | вища    | член Всеукраїнського об'єднання «Батьківщина» | ЦРЛ, старша медсестра поліклініки                                                                     |
| 8                                                       | Максимюк Мирослав Миколайович          | 05.11.2010            | вища    | член Всеукраїнського об'єднання «Батьківщина» | загальноосвітня школа І-ІІІ ст. № 1, директор                                                         |
| 10                                                      | Бенещук Юрій Аркадійович               | 05.11.2010            | вища    | член Всеукраїнського об'єднання «Батьківщина» | підприємець                                                                                           |
| 11                                                      | Волощук Анатолій Григорович            | 05.11.2010            | вища    | член Всеукраїнського об'єднання «Батьківщина» | підприємець                                                                                           |
| 13                                                      | Ткачук Олександр Федорович             | 05.11.2010            | вища    | позапартійний                                 | завідувач ринком                                                                                      |
| Політична партія Всеукраїнське об'єднання «Свобода»     |                                        |                       |         |                                               | |
| б/м                                                     | Березовський Володимир Ярославович     | 05.11.2010            | середня | член Всеукраїнського об'єднання «Свобода»     | тимчасово не працює                                                                                   |
| Політична партія «Наша Україна»                         |                                        |                       |         |                                               | |
| б/м                                                     | Пироганич Ольга Михайлівна             | 05.11.2010            | вища    | член Політичної партії «Наша Україна»         | загальноосвітня школа І-ІІІ ст. № 2 м. Рожище, директор                                               |
| б/м                                                     | Шкільний Ігор Богданович               | 05.11.2010            | вища    | член Політичної партії «Наша Україна»         | підприємець                                                                                           |
| 15                                                      | Поліщук В'ячеслав Анатолійович         | 05.11.2010            | вища    | позапартійний                                 | підприємець                                                                                           |
| Політична партія «Сильна Україна»                       |                                        |                       |         |                                               | |
| б/м                                                     | Патлашинський Роман Ярославович        | 05.11.2010            | вища    | член Політичної партії «Сильна Україна»       | підприємець                                                                                           |
| б/м                                                     | Вавренчук Микола Миколайович           | 05.11.2010            | вища    | позапартійний                                 | підприємець                                                                                           |
| 4                                                       | Малиш Сергій Іванович                  | 05.11.2010            | вища    | позапартійний                                 | ЦРЛ, лікар                                                                                            |
| 12                                                      | Моргун Олександр Євгенович             | 05.11.2010            | вища    | позапартійний                                 | ЦРЛ, заступник головного лікаря                                                                       |
| 14                                                      | Максимчук Неоніла Степанівна           | 05.11.2010            | вища    | позапартійна                                  | Рожищенська міська рада, секретар міської ради                                                        |
| Політична партія «Фронт Змін»                           |                                        |                       |         |                                               | |
| б/м                                                     | Марчук Віталій Євгенович               | 05.11.2010            | вища    | член Політичної партії «Фронт Змін»           | приватний підприємець                                                                                 |
| б/м                                                     | Шварцкоп Віра Василівна                | 05.11.2010            | вища    | член Політичної партії «Фронт Змін»           | приватний підприємець                                                                                 |
| 9                                                       | Зінгель Вадим Ярославович              | 05.11.2010            | вища    | член Політичної партії «Фронт Змін»           | підприємець                                                                                           |